# 1987年欧州議会議員選挙 (スペイン)
1987年欧州議会議員選挙（1987ねん おうしゅうぎかいぎいんせんきょ）は、1986年1月1日に欧州共同体（EC、欧州連合〈EU〉の前身）に加盟したスペインとポルトガルにおける欧州議会議員を選出するため、1987年6月10日に投票が行われた欧州議会議員選挙である。本稿ではスペインにおける選挙結果について取り上げる。

## 選挙制度
- 議員定数：60議席
- 選挙権：18歳以上
- 選挙制度：比例代表制
- 選挙区：全国1選挙区
- 投票方法：届け出された政党名簿（拘束名簿式）の何れか一つを選択して投票。
- 議席配分：ドント式

## 選挙結果
投票日：1987年6月10日
選挙人名簿：28,500,491名
投票者数：19,494,098名
投票率：68.52％

### 党派別得票数と議席数
| スペイン社会労働党 PSOE                   | 7,522,706 | 39.06% | 28 |
| 国民同盟 AP                               | 4,747,283 | 24.65% | 17 |
| 民主社会中道党 CDS                        | 1,976,093 | 10.26% | 7  |
| 統一左翼 IU                               | 1,011,830 | 5.25%  | 3  |
| 集中と統一 CiU                            | 853,603   | 4.43%  | 3  |
| エリ・バタスナ HB                         | 360,952   | 1.87%  | 1  |
| 諸民族のヨーロッパのための同盟 EA-ERC-PNG | 326,911   | 1.7%   | 1  |

有効投票数：19,261,226票
出所：Ministerio del Interior - Resultados Electorales（2010年10月13日閲覧）。